# 400 mètres masculin aux championnats du monde d'athlétisme 1995
Navigation
Stuttgart 1993 Athènes 1997
L'épreuve du 400 mètres masculin des championnats du monde d'athlétisme 1995 s'est déroulée du 5 au 9 août 1995 à l'Ullevi Stadion de Göteborg, en Suède. Elle est remportée par l'Américain Michael Johnson.

## Résultats

### Finale
| Rang               | Athlète         | Pays        | Temps   | Notes |
| ------------------ | --------------- | ----------- | ------- | ----- |
| Médaille d'or      | Michael Johnson | États-Unis  | 43 s 39 | CR    |
| Médaille d'argent  | Butch Reynolds  | États-Unis  | 44 s 22 |       |
| Médaille de bronze | Greg Haughton   | Jamaïque    | 44 s 56 |       |
| 4                  | Samson Kitur    | Kenya       | 44 s 71 |       |
| 5                  | Mark Richardson | Royaume-Uni | 44 s 81 |       |
| 6                  | Darnell Hall    | États-Unis  | 44 s 83 |       |
| 7                  | Roger Black     | Royaume-Uni | 45 s 28 |       |
| 8                  | Sunday Bada     | Nigeria     | 45 s 50 |       |

## Légende
Records et Performances
- AR : Record continental (area record)
- CR : Record des championnats (championship record)
- MR : Record du meeting (meet record)
- NR : Record national (national record)
- OR : Record olympique (olympic record)
- PR : Record paralympique (paralympic record)
- PB : Record personnel (personal best)
- SB : Meilleure performance personnelle de la saison (season's best)
- WL : Meilleure performance mondiale de l'année (world leader)
- WJR : Record du monde junior (world junior record)
- WR : Record du monde (world record)

Circonstances et Conditions
- DNF : N'a pas terminé (did not finish)
- DNS : N'a pas pris le départ (did not start)
- DQ : Disqualification (disqualification)
- NM : Aucun essai valable enregistré (No Mark)
- Q : Qualifié « directement » au prochain tour (ou à la prochaine compétition), lors d'une compétition majeure, grâce au classement ou à la réalisation des minima (automatic qualifier)
- q : Qualifié au prochain tour (ou à la prochaine compétition), lors d'une compétition majeure, grâce au repêchage ou à la réalisation de l'une des meilleures performances parmi celles des « non qualifiés directement » (grâce au meilleur temps ou à la meilleure distance par exemple) (secondary qualifier)